# スウィート17モンスター
『スウィート17モンスター』（英: The Edge of Seventeen）は、2016年に公開されたアメリカ合衆国の青春コメディドラマ映画である。作品はケリー・フレモン・クレイグの初監督作品で、ヘイリー・スタインフェルド、ウディ・ハレルソン、キーラ・セジウィック、ブレイク・ジェンナー、ヘイリー・ルー・リチャードソンらが出演した。主要撮影は2015年10月21日にバンクーバーで始まり、同年12月3日に終了した。
映画は2016年9月16日に第41回トロント国際映画祭で初公開され、同年11月18日にSTXエンターテインメント配給で劇場公開された。映画は概ね好評を得て、1,800万ドル余りの興行収入を得ているほか、主演のスタインフェルドはゴールデングローブ賞のノミネートも受けた。日本では2017年4月22日に公開された。

## あらすじ
高校2年生のネイディーン・フランクリン（演：ヘイリー・スタインフェルド）は、自己嫌悪しがちで、妄想から来る喋りが止まらない「こじらせ女子」。彼女は何事に付けても勝ち組で、母モナ（演：キーラ・セジウィック）のお気に入りな兄ダリアン（演：ブレイク・ジェンナー）を疎ましく思っている。小学生の頃いじめられっ子だったネイディーンは、唯一の親友クリスタ（演：ヘイリー・ルー・リチャードソン）を心の支えに生きていたが、彼女が天敵の兄ダリアンと交際を始めたことで関係が破綻する。
味方だった父トムは4年前に他界しており、再びひとりぼっちに戻ったネイディーンは、彼女に気があるアーウィン（演：ヘイデン・セットー）と言葉を交わすが、喋りが空回りしてアーウィンの気持ちに気付かない。代わりに彼女は、イケメン生徒ニック・モスマン（演：アレクサンダー・カルヴァート）に気を惹かれる。学校でクリスタに会ったネイディーンは、自分と兄のどちらかを選ぶよう迫るが、選択などできないと断るクリスタに絶交を言い渡す。
歴史教師のブルーナー（演：ウディ・ハレルソン）へ自殺の計画をぶちまけた後、ネイディーンは彼を頼るようになる。兄とクリスタの仲に悩む彼女は、アーウィンと遊園地に向かったり彼の家を訪れたりするが、相変わらず彼の気持ちには全く気付かない。ネイディーンは母親と喧嘩になり、気持ちを静めようとニックへの誘い文句を下書きするが、セックスを匂わせるメールは誤送信されてしまう。ブルーナーは落ち込む彼女に授業をさぼって落ち着くよう論し、ネイディーンはニックからデートの誘いを受ける。ネイディーンは思わせぶりなメールを送り付けておきながら、セックスの前にやたらと互いを知りたがり、ニックはこれに失望する。一方、彼女と喧嘩した母モナは、娘が逃げ出したのではと不安がり、ダリアンに当たりつける。
ネイディーンはこの緊急事態に、担任のブルーナーを呼び出し彼の家へ向かう。ダリアンとクリスタはネイディーンを迎えに来るが、父の死以来荒んだ心を隠してきたダリアンは、彼女の態度に、惨めなのはネイディーンだけではないと怒って帰ってしまう。ブルーナーに家まで送られた彼女はそのまま兄の部屋に向かう。ネイディーンは今までの自分を反省して兄妹和解し、クリスタとの仲のことも受け入れる。
翌朝、ネイディーンはアーウィンと約束していた学校映画祭に向かう。アーウィンの映画は彼女をモデルにしたもので、素直になった彼女はアーウィンの気持ちを受け入れる。友だちなど出来ないと思っていたネイディーンだったが、アーウィンの映画を絶賛する輪の中に招かれた彼女は、自然と笑顔になっていた。

## キャスト
※括弧内は日本語吹替
- ネイディーン・フランクリン - ヘイリー・スタインフェルド（寿美菜子）： 主人公、高校2年生[11]
- クリスタ - ヘイリー・ルー・リチャードソン（M・A・O）： ネイディーンの親友[12]
- ダリアン - ブレイク・ジェンナー（前野智昭）： ネイディーンの兄[13]
- ブルーナー - ウディ・ハレルソン（咲野俊介）： ネイディーンの高校の教師[14]
- モナ - キーラ・セジウィック（田中敦子）： ダリアンとネイディーンの母親[14]
- アーウィン・キム - ヘイデン・セットー（小林裕介）： ネイディーンのクラスメイト[13]
- トム - エリック・キーンリーサイド（英語版）： ダリアンとネイディーンの父親
- TCBYヨーグルト・ガール - レイン・マクニール（英語版）
- ジーニー - ケイティ・スチュアート（英語版）
- ニック・モスマン - アレクサンダー・カルヴァート（森田成一）： ネイディーンの思い人
- グリア - メレディス・モンロー（英語版）（加藤美佐）： ブルーナーの妻

## 製作
脚本・監督を務めたケリー・フレモン・クレイグは、映画製作を引き受けてくれることを期待し、プロデューサーのジェームズ・L・ブルックスへ脚本のコピーを送った。クレイグはこの時を回想して次のように語っている。
作品はクレイグの監督デビュー作となり、彼女は映画の製作にも携わった。
2015年8月4日、ヘイリー・スタインフェルドが主役となることが発表され、同時にリチャード・サカイが映画の製作に加わることも明かされた。同年9月24日には、ウディ・ハレルソン、キーラ・セジウィックが、それぞれ高校教師と主人公の母親として出演すると報じられた。また10月6日には、兄ダリアン役のブレイク・ジェンナー、親友クリスタ役のヘイリー・ルー・リチャードソン、同級生であるアーウィン役のヘイデン・セットーの出演も報じられた。
主要撮影は2015年10月21日にバンクーバーで始まり、その後カリフォルニア州アナハイムへ場所を移した。他にもメトロバンクーバーで撮影が行われたほか、ブリティッシュコロンビア州サレーのギルフォード・パーク中等学校 (Guildford Park Secondary School) 、ギルフォード・タウン・センターなども用いられた。ポートムーディの市役所も、作中で映画祭が開かれる場所として使われている。撮影は2015年12月3日に終了した。

## 封切り
配給はSTXエンターテインメントが担当し、当初は2016年9月30日に公開される予定だったが、後に同年11月18日へ変更された。アメリカ国外では、ステージ6フィルムズやソニー・ピクチャーズ・リリーシングが配給を担当している国もある。日本ではカルチャヴィル×GEM Partners配給、ソニー・ピクチャーズ エンタテインメント提供、ユニバーサル インターナショナル協力との体制で、2017年4月22日に公開された。

## 作品の評価

### 興行収入
映画は『ファンタスティック・ビーストと魔法使いの旅』、『ビニー/信じる男』、『ムーンライト』、『ビリー・リンの永遠の一日』などと同日に公開され、1,900館上映で800万ドルの興収を得ると予測されていた。初日の興行収入は180万ドルで、公開週末の予測興行収入は400万ドルから500万ドルに引き下げられ、結局480万ドルの興行収入で7位につけた。アメリカ国内での興行収入は1,440万ドル余りだった。

### 批評家の反応
作品は広く賞賛され、スタインフェルドの演技も満場一致で絶賛された。映画批評サイト Rotten Tomatoes には、2017年5月16日現在166件のレビューが寄せられ、支持率95%、平均点数7.8点（10点満点）の「新鮮な」映画とされている。Metacriticでは、38件のレビューに基づき77点が付けられており、「概ね好評」とされている。観客の投票で映画にA+からFまでランクを付けるサイト『CinemaScore』では「A-」が付けられた。
IGNのレビュワーであるアレックス・ウェルチは、映画に10点満点中8点を付け、「ケリー・フレモン・クレイグの『スウィート17モンスター』は青春時代、そして自分が何物か知る葛藤を描いた、音程が正確なポートレートだ。この映画はきっと、時にはひとつのシーンで、観客を笑わせ泣かせることだろうし、偽りのない本物だという以外の感想は出ないだろう」と述べた。

### 受賞とノミネート
| 受賞とノミネート                       | 受賞とノミネート | 受賞とノミネート                                                       | 受賞とノミネート                         | 受賞とノミネート | 受賞とノミネート |
| 映画賞                                 | 授賞式開催日     | 部門                                                                   | 対象                                     | 結果             | 出典             |
| -------------------------------------- | ---------------- | ---------------------------------------------------------------------- | ---------------------------------------- | ---------------- | ---------------- |
| 第12回オースティン映画批評家協会賞     | 2016年12月28日   | 第一回作品賞 Best First Film                                           | 作品本編                                 | ノミネート       | [ 28 ] [ 29 ]    |
| 第29回シカゴ映画批評家協会賞           | 2016年12月15日   | ブレイクスルー映画制作者賞 Most Promising Filmmaker                    | ケリー・フレモン・クレイグ               | ノミネート       | [ 30 ]           |
| 第22回クリティクス・チョイス・アワード | 2016年12月11日   | 若手俳優賞                                                             | ヘイリー・スタインフェルド               | ノミネート       | [ 31 ]           |
| 第22回クリティクス・チョイス・アワード | 2016年12月11日   | コメディ映画女優賞                                                     | ヘイリー・スタインフェルド               | ノミネート       | [ 31 ]           |
| 第22回クリティクス・チョイス・アワード | 2016年12月11日   | コメディ映画賞                                                         | ケリー・フレモン・クレイグ、作品本編     | ノミネート       | [ 31 ]           |
| デトロイト映画批評家協会賞             | 2016年12月19日   | 作品賞                                                                 | 作品本編                                 | ノミネート       | [ 32 ]           |
| デトロイト映画批評家協会賞             | 2016年12月19日   | ブレイクスルー賞                                                       | ケリー・フレモン・クレイグ（監督・脚本） | 受賞             | [ 32 ]           |
| 第69回全米監督協会賞                   | 2017年2月4日     | 長編映画部門初監督賞 (Outstanding Directing – First-Time Feature Film) | ケリー・フレモン・クレイグ               | ノミネート       | [ 33 ]           |
| 第74回ゴールデングローブ賞             | 2017年1月8日     | 映画部門 主演女優賞 (ミュージカル・コメディ部門)                       | ヘイリー・スタインフェルド               | ノミネート       | [ 34 ]           |
| ゴールデン・トマト賞                   | 2017年1月12日    | ベスト・コメディ映画2016                                               | 作品本編                                 | 5位              | [ 35 ]           |
| MTVムービー・アワード2017              | 2017年5月7日     | 今年の映画                                                             | 映画本編                                 | ノミネート       | [ 36 ]           |
| MTVムービー・アワード2017              | 2017年5月7日     | 映画部門最優秀俳優賞 Best Actor in a Movie                             | ヘイリー・スタインフェルド               | ノミネート       | [ 36 ]           |
| 第82回ニューヨーク映画批評家協会賞     | 2016年12月1日    | 第一回作品賞                                                           | ケリー・フレモン・クレイグ               | 受賞             | [ 37 ]           |
| 第20回トロント映画批評家協会賞         | 2016年12月11日   | 第一回作品賞 Best First Feature                                        | 作品本編                                 | 次点             | [ 38 ]           |
| 第15回ワシントンD.C.映画批評家協会賞   | 2016年12月5日    | 若手俳優賞                                                             | ヘイリー・スタインフェルド               | ノミネート       | [ 39 ]           |
| 女性映画批評家協会賞                   | 2016年12月19日   | 若手女優賞 Best Young Actress                                          | ヘイリー・スタインフェルド               | 受賞             | [ 40 ]           |